# Republika Minerva

Vlajka Republiky Minerva

Republika Minerva byla jedním z novodobých pokusů o vytvoření nového suverénního státu na uměle vytvořeném ostrově v roce 1972. Architektem byl lasvegaský realitní milionář a politický aktivista Michael Oliver (původem z Litvy).
Snažil se takto vytvořit Libertariánský stát, ve kterém nebudou existovat daně, sociální systém, subvence a intervence ze strany státu. Pro tyto účely si vybral útesy Minerva v Tichém oceánu, které se nacházely jen malý kus pod hladinou oceánu.
V roce 1971 sem z Austrálie navezl písek, který nechal vysypat na útes tak, aby se dostal nad hladinu oceánu. Následně zde postavil malou věž a vyvěsil vlajku svého nového státu – Republiky Minerva. 19. ledna 1972 vydal prohlášení o nezávislosti a zaslal ho dopisem sousedním státům.
24. února 1972 byla sjednána konference mezi sousedními státy – Austrálií, Novým Zélandem, Tongou, Fidži, Nauru, Samoou a teritoriem Cookových ostrovů, na kterém Tonga prohlásila území útesů Minervy za své a ostatní státy to potvrdily. 15. června 1972 to bylo otištěno ve vládních novinách.
Expedice Tongy byla poslána k útesům Minervy, kde nikdo v té době nebyl, sundali vlajku Republiky Minerva a vyvěsili zde vlajku Tongy.
V roce 1982 se skupina Američanů, vedená Morrisem Davisem pokusila znovu obsadit útesy Minerva, ale byli vyhnáni Tonžskými vojáky po třech týdnech.
V listopadu 2005, Fidži podalo stížnost u International Seabed Authority, ve které si nárokovalo území útesů Minervy.